# Baudenkmal Marienschule (Mönchengladbach)

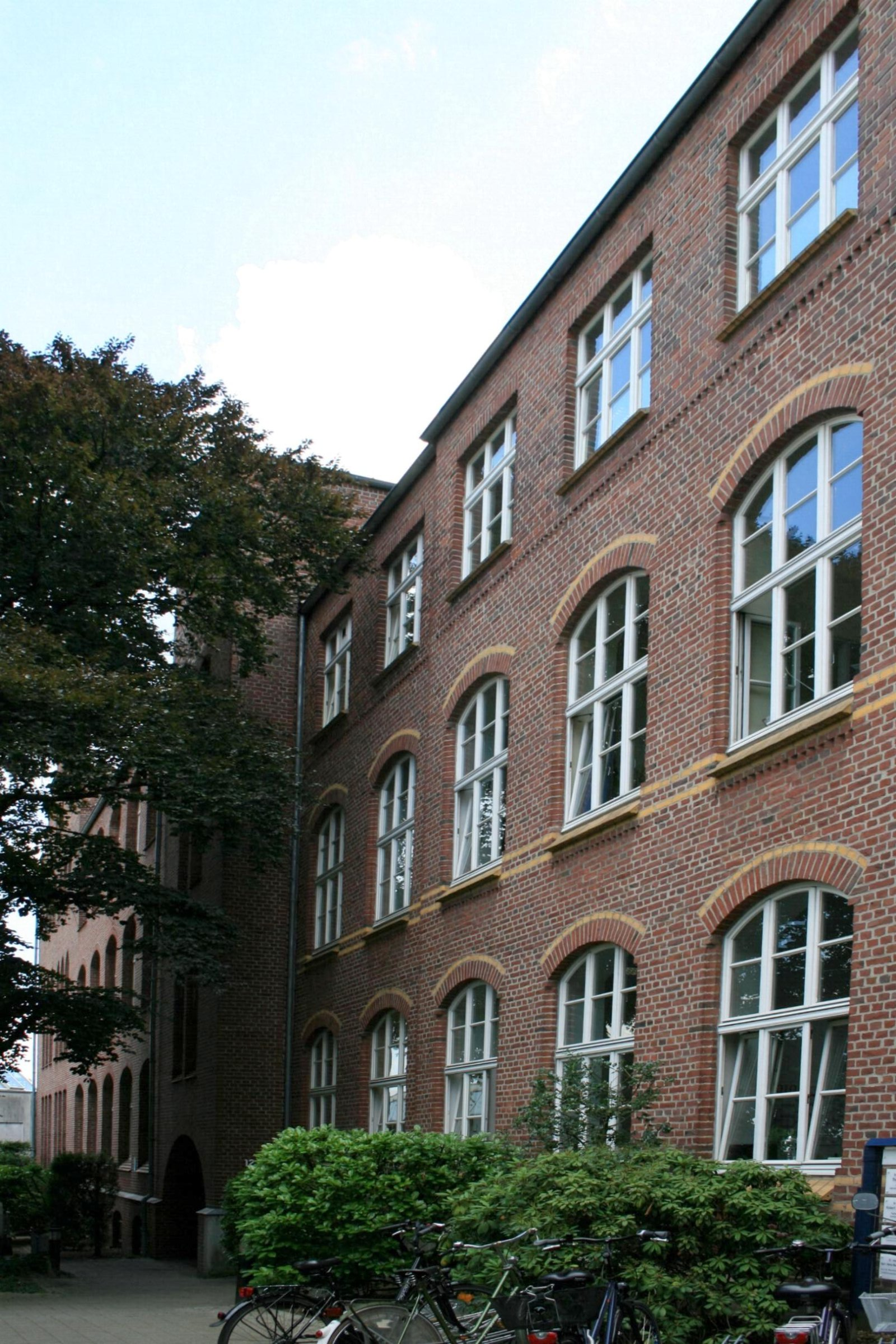
Ehemaliges Schulgebäude an der Wallstraße 10–12 (2010)

Das Baudenkmal Marienschule ist das ehemalige Gebäude der Bischöflichen Marienschule Mönchengladbach in Mönchengladbach (Nordrhein-Westfalen). Es steht im Stadtteil Gladbach an der Wallstraße 10–12.
Es wurde 1895 erbaut und ist unter Nr. W 018 am 13. September 1988 in die Denkmalliste der Stadt Mönchengladbach eingetragen worden. Von der Fertigstellung bis 1987 wurde das Gebäude von der namensgebenden Bischöflichen Marienschule Mönchengladbach genutzt.

## Lage
Die Wallstraße liegt im Bereich der Oberstadt direkt parallel zur alten Wallanlage und verbindet heute als Fußgängerzone die Haupteinkaufsstraße Hindenburgstraße mit der Kreuzung von Viersener Straße, Kaiserstraße und Marktstieg. Das umgebende ehemalige Schulgelände wurde nach dem Auszug der Schule mit dem Einkaufszentrum Marienhof bebaut.

## Architektur
Die ehemalige Marienschule ist ein dreigeschossiger Gebäudekomplex in freien Formen der Backsteingotik. 1895 wurde der erste Schultrakt, die westliche Hälfte des heutigen Altbaues eingeweiht. 1910 erfolgte der Erweiterungsbau. 1913 wurde der Schulausbau mit der Errichtung einer Kapelle beendet.
Bei der Marienschule handelt es sich um ein im weitesten Sinne für die Kultur-, Stadt- und Sozialgeschichte Mönchengladbachs wichtiges Zeitdokument und ist aus diesen Gründen als Baudenkmal schützenswert.